# Д’Альбедюлль, Густаф
Барон Густаф Д’Альбедюлль (швед. Gustaf d'Albedyhll; 31 марта 1858 или 1757, Штральзунд — 11 августа 1819, Лёвсунд, Сёдерманланд) — шведский государственный деятель, дипломат и писатель

.

## Биография
Сын подполковника Кристера Рейнхольда Д’Альбедюлля. Приехал в Швецию в 1774 году. Изучал право в университете Лунда.
С 1776 года — на дипломатической службе Швеции.
В 1778 году служил секретарём при шведском посольстве, отправленном в Санкт-Петербург. В августе-сентябре 1780 и 10 мая 1782 — ноябрь 1783 года — временный поверенный в делах. Участвовал в организации встречи Густава III и императрицы Екатерины II в Фредриксхамне. Пользовался близким знакомством с королём Густавом III.
В 1784 году назначен министром при датском дворе. В Копенгагене был обвинён в связях с лейтенантом Бенуельшерна, планировавшим сжечь русскую эскадру в копенгагенской гавани.
Король Густав III отозвал его на родину. Служил камергером королевы с 1787 года. С 1789 году отношения с королём изменились, он был отстранен от всех должностей и больше не занимал государственные посты.
Принимал участие в работе риксдага (парламента) 1809 года, был членом секретного комитета.
Г. Д’Альбедюлль опубликовал несколько работ, которые содержат важные дополнения к истории дипломатии той эпохи.

## Избранные произведения
- «Pièces authentiques, qui servent à éclairer la conduite du Baron d’Albedyhll dans l’affaire qui passa à Copenhague au commencement de l’année 1789»;
- «Précis historique sur l’association de Puissances neutres, connue sous le nom de la Neutralité armée» (1798).

Оба труда важны для русской истории. Сочинения Г. Д’Альбедюлля смешанного содержания вышли в 1799—1810 годах.
Был женат на Элеоноре Шарлотте Д’Альбедюлль, поэтессе, хозяйке литературного салона.У них родилось трое детей.